# Magneoton
Magneoton – węgierskie wydawnictwo muzyczne.

## Historia
Firma została założona w 1990 roku po rozpadzie grupy muzycznej Neoton Família przez niektórych jej członków: László Pásztora, Györgya Jakaba oraz Gyulę Bardócziego, a także Istvána Joósa. Podstawowym celem wytwórni było wsparcie artystów w procesie tworzenia albumów oraz zapewnienie promocji i sprzedaży. W tamtym czasie firma współpracowała z takimi wykonawcami, jak Rapülők, Róbert Gergely, Edda Művek czy Jimmy Zámbó. W 1993 roku Magneoton stał się częścią Warner Music Group. W roku 1999 firma otworzyła Aquarium Stúdio, najnowocześniejsze studio nagraniowe na Węgrzech.
W 2004 roku, po tym, gdy Warner Music Group zostało przejęte przez nowych właścicieli, wytwórnia z powrotem się usamodzielniła.